# Togo checoslovaco

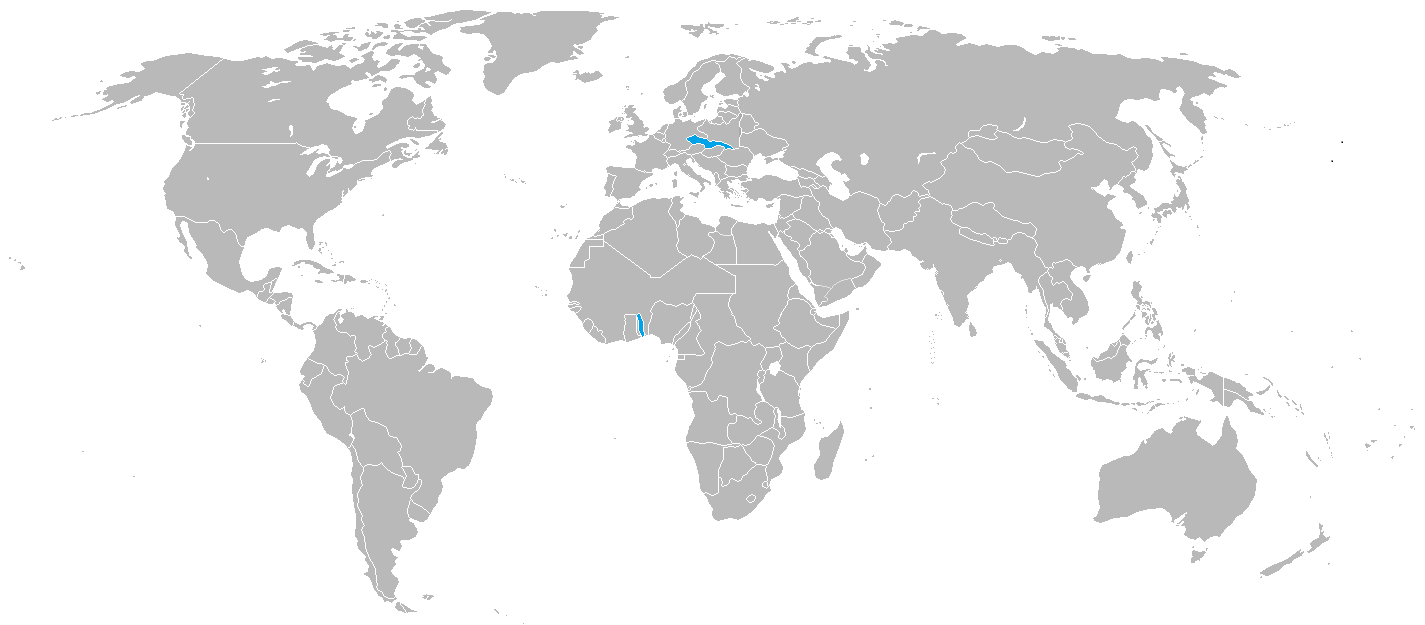
Checoslovaquia y Togo en el mapa mundial de la posguerra.

Togo checoslovaco (en checo: Československé Togo; en eslovaco: Česko-slovenské Togo) fue una propuesta nunca realizada de una colonia checoslovaca en el África occidental. Se considera que el autor de esta idea es el aventurero checo Jan Havlasa (cs) pero a veces también el orientalista checo Alois Musil o Emil Holub. Es necesario mencionar que los documentos oficiales no mencionan de ninguna manera la posibilidad de que la región del Togo caiga bajo la administración de la recién establecida Checoslovaquia, por lo que la idea de un territorio checoslovaco de ultramar se ve solo como una especie de "deseo" de unos habitantes más que un hecho histórico, La realidad, que Togo de la posguerra estaba dividido entre Francia y el Reino Unido.

## Antecedentes históricos
La idea de establecer una colonia checoslovaca estuvo más cerca después del final de la Primera Guerra Mundial, cuando se estaba llevando a cabo la Conferencia de Paz de París con la derrotada Alemania. Aquí se decidió que el Imperio alemán sería despojado de sus territorios de ultramar que incluían el actual Togo entonces conocida como Togolandia en 1919, Havlasa publicó un folleto Colonias checas de ultramar (en checo: České kolonie zámořské) en el que identificó a Togo como el territorio más adecuado para la colonización. Una de las razones por las que esta área en particular se convertiría en una colonia checoslovaca fue el hecho de que la población togolesa en la antigua colonia alemana en 1912 ascendía a poco más de un millón y el área ocupaba aproximadamente un tercio de Checoslovaquia (el territorio checoslovaco tenía 140,446 km² en el momento de su creación, mientras que el Togo actual tiene 56,789 km²), por lo que se consideró que las autoridades checoslovacas no tendrían ningún problema en administrar el territorio. Esto se lograría con la ayuda de las experimentadas legiones checoslovacas que regresaban de Siberia a través del Océano Pacífico y del Atlántico mientras que Togo todavía tenía una administración colonial parcial y un orden remanente de los alemanes, que era familiar para los checos que vivían en el área alemana durante varios siglos, Había más de 60.000 legionarios checoslovacos en tránsito en ese momento.

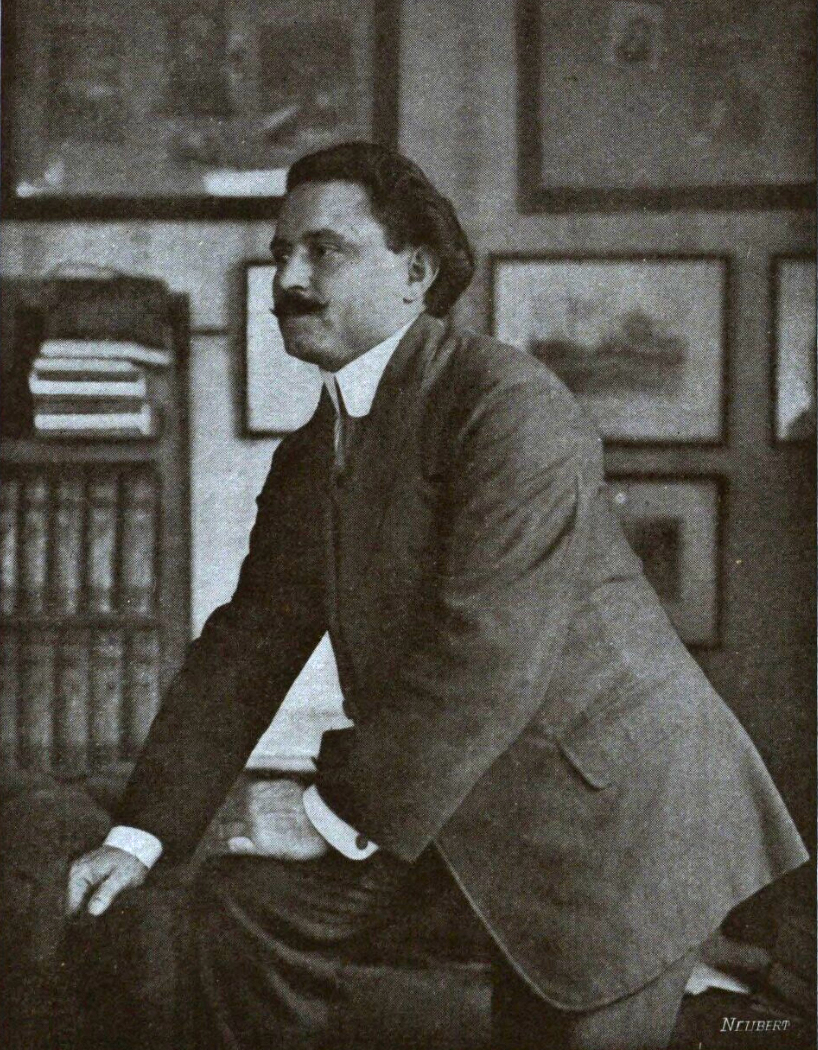
Jan Havlasa también tuvo la idea de que Checoslovaquia pudiera participar en la colonización de Nueva Guinea
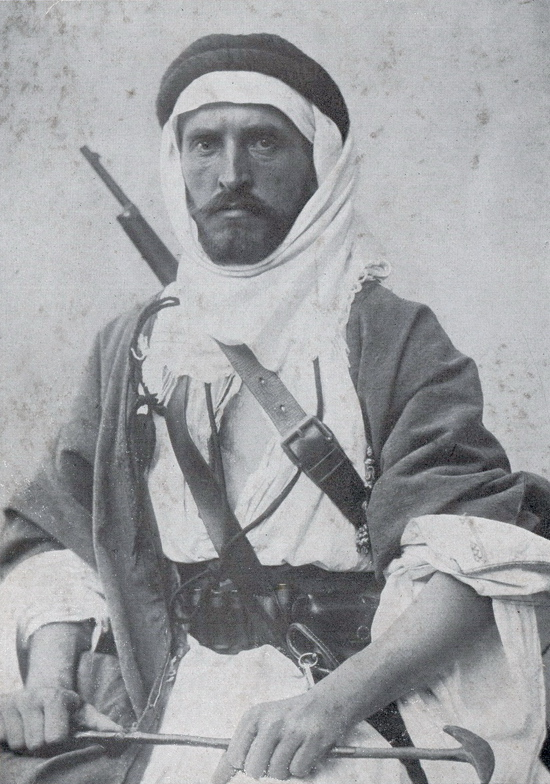
Alois Musil, junto con Jan Havlasa, fue uno de los principales impulsores de que el gobierno checoslovaco se volviera activo en la política exterior

## Administración posible
Togo se había convertido efectivamente en una colonia de Checoslovaquia en ese momento, se creía que el mineral de hierro y otros productos como cacao, café, mijo y cuero podrían importarse desde allí al puerto checoslovaco en Alemania, lo que parecía ser un gran beneficio para las fábricas.  Algunos viajeros como Vilém Němec, tuvieron la idea de que grandes empresas como Škoda o ČKD podrían involucrarse en la colonia y construir allí sus fábricas aprovechando así la mano de obra local. Otros defensores de la idea previeron que la población local sería educada con la ayuda de maestros checos similar a lo que se había hecho en los Cárpatos rutenos. En Togo, los checoslovacos también encontrarían enfermedades típicas del continente africano como la enfermedad del sueño, la fiebre amarilla y la malaria en mayor medida por primera vez.

## Estampas Alemanas
Hay casos en que aparecieron sobreimpresiones de Č.S.P en sellos coloniales alemanes de Togo, Se desconoce el origen de esta modificación podría haber sido una modificación privada (Č.S.P como abreviatura de Checoslovak Post) por un autor desconocido en algunos de los sellos alemanes sobrantes.